# Antistius Sosianus
Antistius Sosianus war ein römischer Politiker der frühen Kaiserzeit.
Im Jahre 56 wurde er Volkstribun. Seine politische Karriere kam ins Stocken, als er 62 aus dem Amt des Prätors entfernt wurde, da er Schmähschriften auf den Kaiser Nero verfasst hatte. Im Jahr 66 wurde er wieder nach Rom zurückgebracht, um Publius Anteius Rufus und Marcus Ostorius Scapula anzuklagen. Gaius Licinius Mucianus, General des Kaisers Vespasian, ließ ihn im Jahr 70 jedoch erneut verbannen.